# Paisley BC
Paisley BC (vollständiger Name: Paisley Basketball Club) ist ein schottischer Basketballverein aus Paisley.

## Geschichte
Der Verein wurde 1962 als Pinilee Basketball Club gegründet. Von Anfang an setzte der Klub auf die Jugend, gewann drei Jahre nach Vereinsgründung bereits den schottischen Pokal für Jugendteams, der 1970 ein zweites Mal und 1975 ein drittes Mal gewonnen wurde. Paisley war besonders für sehr junge Basketballer eine gute Adresse, um in Ruhe zu reifen. In den 1960er und 1970er Jahren waren immer Spieler von Paisley in den schottischen Jugend-Nationalmannschaften vertreten.
Der Klub bezog 1972 in Paisley sein neues Vereinshaus und benannte sich in Paisley Basketball Club um. Mittlerweile war auch das Herrenteam im Profibasketball angekommen und etablierte sich in der höchsten schottischen Liga, der Scottish Men´s National League, belegte dort gute Platzierungen und qualifizierte sich 1973 für den Europapokal der Pokalsieger, wo allerdings in der ersten Runde das Aus folgte. In der folgenden Saison erreichte man eine Teilnahme am Korać-Cup, wo das Team ebenfalls früh scheiterte.
In der Saison 1976/77 wurden mit dem Gewinn des schottischen Basketball-Pokals und dem Vizemeistertitel in der Liga die größten Erfolge der Vereinsgeschichte errungen.
Nach vielen Jahren, in denen der Klub aus den oberen Ligen verschwand und fast ausschließlich auf seine weiterhin gute Jugendarbeit setzte, wurde im Jahr 2004 der Versuch unternommen sich mit einem weiteren Team aus Paisley zu den Glasgow Gators zu vereinen, um den Angriff auf die Elite-Liga aufzunehmen. Dieses Unternehmen wurde aber schnell wieder beendet, da keine Sponsoren gefunden wurden. 2006 gingen beide Klubs wieder eigene Wege.
Derzeit nimmt der Verein nicht am Spielbetrieb teil, da es an Spielern mangelt.

## Vereinsnamen
Der Klub lief in seiner Geschichte phasenweise unter verschiedenen Namen auf:
- Pinilee Basketball Club (1962–1972)
- Paisley Basketball Club (1972–2004)
- Glasgow Gaters (2004–2006)
- PSG Basketball Paisley (2006– )

## Erfolge
- 1× Schottischer Vizemeister (1977)
- 1× Schottischer Pokalsieger (1977)